# Sonet 41 (William Szekspir)

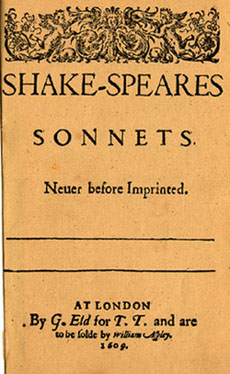
Strona tytułowa pierwszego wydania sonetów Shakespeare’a

Sonet 41 (Popełniasz małe grzeszki na swobodzie) – jeden z cyklu sonetów autorstwa Williama Shakespeare’a. Po raz pierwszy został opublikowany w 1609 roku.

## Treść
W sonecie tym podmiot liryczny, który przez niektórych badaczy jest utożsamiany z autorem, próbuje usprawiedliwić zdrady ze strony tajemniczego młodzieńca jego nieodpartym urokiem i młodym wiekiem.